# Okręg Prizren
Okręg Prizren (serb. Prizrenski okrug / Призренски округ, alb. Distrikti i Prizrenit) – okręg w południowej Serbii, w regionie autonomicznym Kosowo, istniejący w latach 1990–1999.
Okręg dzielił się na 4 gminy:
- Suva Reka
- Orahovac
- Prizren
- Gora